# Abdi Nageeye
Abdi Nageeye (Mogadishu, 2 maart 1989) is een Nederlandse atleet van Somalische afkomst, die sinds 1996 in Nederland woonachtig is en de Nederlandse nationaliteit bezit. Hij heeft zich toegelegd op de lange afstanden en heeft elf Nederlandse titels verzameld. Tijdens de marathon van Rotterdam in 2019 verbeterde hij zijn anderhalf jaar oude Nederlandse record van 2:08.16 en stelde het op 2:06.17. Op de Olympische Spelen in Tokio won hij op de marathon de zilveren medaille met een tijd van 2:09.58. In 2022 verbrak hij het Nederlandse record op de marathon met een tijd van 2:04.56, in 2024 weer met 2:04.45 en in 2025 met 2:04:20. Nageeye maakt deel uit van het NN Running Team. Op 3 november 2024 won hij als eerste Nederlander de New York City Marathon met een tijd van 2:07:39.

## Biografie

### Jeugd
Nageeye, die via zijn halfbroer naar Oldebroek was gekomen, ging aanvankelijk voetballen, maar stopte daar weer mee, want "in die sport heeft zo’n klein ventje als ik niet veel te zoeken." Toen een voetbalkameraad hem een keer voor een wedstrijd over vijf kilometer inschreef, won hij die prompt in een tijd van 17 minuten en 35 seconden, een zeer goede prestatie voor een ongetrainde minderjarige van zeventien jaar op gymschoenen. Sindsdien was hij verkocht. Via Google kwam hij bij de dichtstbijzijnde vereniging terecht: AV '34 in Apeldoorn, waar hij onder leiding kwam te staan van de ervaren trainer Johan Voogd. Nageeye boekte grote progressie en deed in 2007 mee aan de Europese jeugdkampioenschappen veldlopen in Toro, Spanje, waar hij 24ste werd. Het volgende jaar behaalde hij vier nationale jeugdtitels (5000 m, 10.000 m, 10 km en veldlopen) en deed hij aan het einde van dat jaar mee aan de Europese jeugdkampioenschappen veldlopen, ditmaal in Brussel, waar hij een twaalfde plaats behaalde.

### Senioren
Het jaar 2009 zette Abdi Nageeye, die een commerciële economie MBO-opleiding volgde aan het ROC Aventus in Apeldoorn, in met zijn eerste gouden plak bij de senioren op de Nederlandse veldloopkampioenschappen.
Aan het begin van het baanseizoen liet Nageeye opnieuw van zich horen. Op 20 mei 2009 realiseerde hij tijdens de Mini-internationales in Koblenz op de 5000 m een tijd van 13.58,78. Hiermee finishte hij niet alleen voor landgenoten als Michel Butter (13.59,67) en Patrick Stitzinger (14.00,00), maar voldeed hij ook aan de limiet voor de Europese kampioenschappen voor atleten tot 23 jaar, die van 16 tot en met 19 juli 2009 gehouden werden in het Litouwse Kaunas. Abdi verbeterde zijn persoonlijk record met ruim 20 seconden.
In 2014 begon hij het jaar voortvarend met het winnen van de nationale titel op de 10 km. Tijdens de Marathon van Enschede debuteerde Nageeye op de marathon als derde in een tijd van 2:11.33 en voldeed hiermee aan de individuele limiet (2.14 uur) voor de Europese kampioenschappen in Zürich.
In 2015 werd Nageeye Nederlands kampioen op de marathon tijdens de marathon van Rotterdam in een tijd van 2:12.33. Vervolgens liep hij in september tijdens de Tilburg Ten Miles met een tijd van 43.29 een Nederlands record op de 15 km, dat voorheen in handen was van Khalid Choukoud.
Een maand later wist hij zich tijdens de marathon van Amsterdam te kwalificeren voor de Olympische Spelen van 2016. Met zijn tijd van 2:10.24 (limiet 2:11 uur) was hij op dat moment de zevende snelste Nederlander aller tijden op de marathon.
2016 stond voor Nageeye in het teken van de Olympische Spelen van 2016 in Rio de Janeiro. In regenachtige omstandigheden finishte hij in de olympische marathon knap als elfde. Hij liet onder anderen Stephen Kiprotich (olympisch kampioen marathon 2012, Lemi Berhanu Hayle (winnaar Boston marathon) en Kaan Kigen Özbilen (zilver op EK halve marathon) achter zich.
In 2017 verbeterde hij in Rotterdam zijn persoonlijk record op de marathon met bijna een minuut tot 2:09.34. Hiermee leverde Nageeye de op twee na beste Nederlandse prestatie ooit op deze afstand. Een half jaar later haalde hij daar op de marathon van Amsterdam opnieuw meer dan een minuut van af en werd hij, met zijn tijd van 2:08.16, de nieuwe Nederlandse recordhouder. Dit record stond sinds 21 oktober 2007 met 2:08.21 op naam van Kamiel Maase, die deze tijd indertijd eveneens in Amsterdam had neergezet.

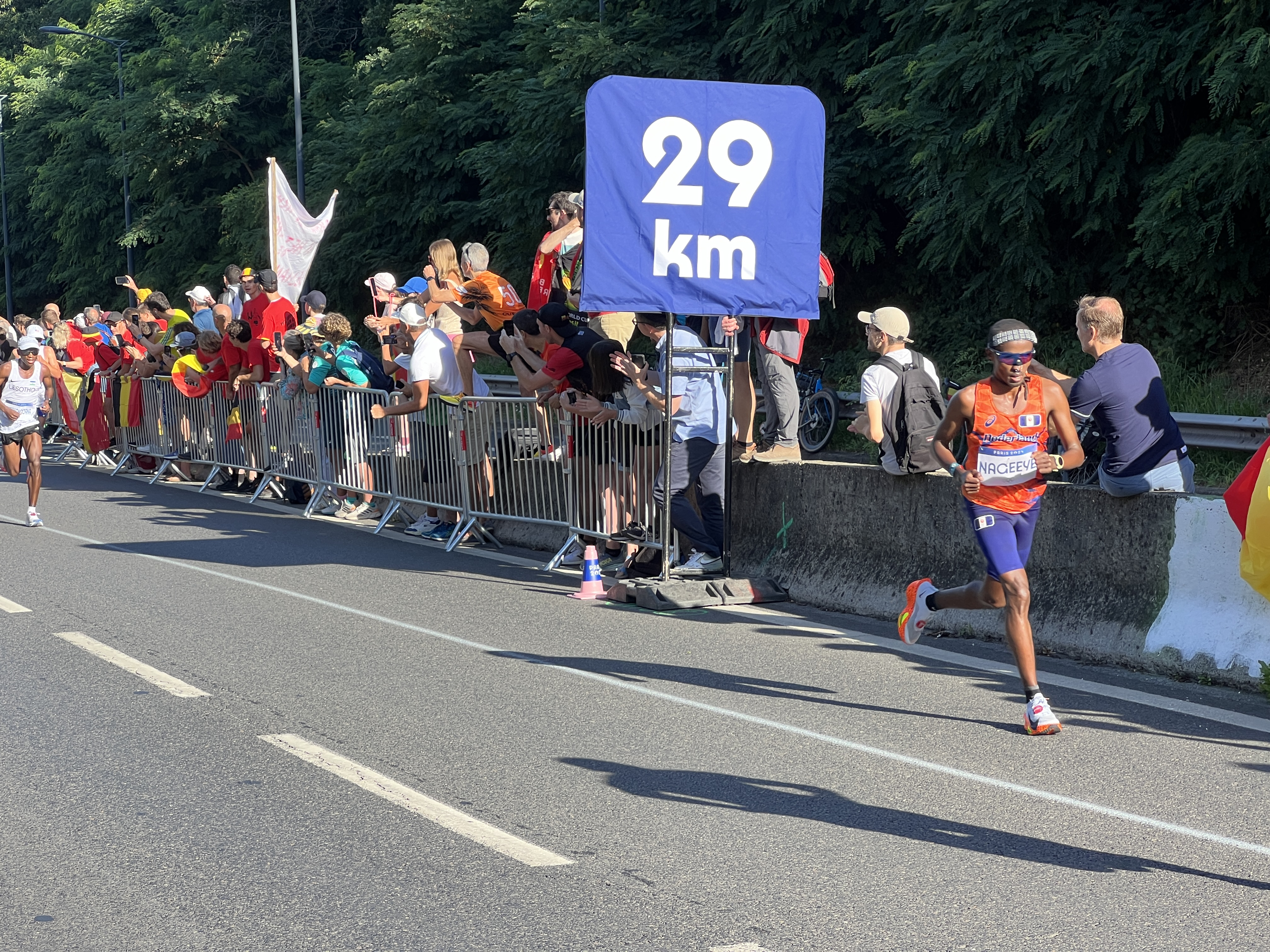
Abdi Nageeye tijdens de Olympische marathon van 2024.

Op 8 augustus 2021 werd hij tweede op de marathon van de Olympische Spelen 2020 in Sapporo, Japan. Hij was de tweede Nederlander, na Gerard Nijboer in 1980, die een marathon-medaille won op de Olympische Spelen.
Op 10 april 2022 won Nageeye als eerste Nederlander ooit de marathon van Rotterdam. Met zijn tijd van 2:04.56 verbeterde hij tevens zijn eigen Nederlandse record.
Na de zomer van 2023 ging Nageeye samenwerken met trainer Louis Delahaye. In maart 2024 won hij de City-Pier-City Loop in een nieuw Nederlands record op de halve marathon van 1:00.21. In april won hij voor de tweede keer de marathon van Rotterdam, waarbij hij zijn Nederlandse record aanscherpte tot 2:04.45. Volgens Nageeye was dit zijn 'makkelijkste marathon ooit'. Dit schepte hoge verwachtingen voor de olympische marathon in augustus, maar die werd een drama. Halverwege de wedstrijd, bij een verfrissingspost, kwam hij bij het aannemen van een drinkfles in botsing met een tegenstander. Hierna moest hij verder lopen met een pijnlijke heup en stapte hij uit de wedstrijd. In november revancheerde hij zich ruimschoots. Hij werd de eerste Nederlandse winnaar van de New York City Marathon met een tijd van 2:07.39.

### Biografie en foundation
In 2019 verscheen zijn biografie bij Uitgeverij Lucht: Abdi Nageeye - Atleet Zonder Grenzen, geschreven door André van Kats. Na zijn tweede plaats op de marathon tijdens de Olympische Spelen in Tokio in 2021 werd een nieuwe versie van het boek uitgebracht. Tevens lanceerde de atleet zijn eigen Abdi Nageeye Foundation, waarmee hij zich inzet voor kinderen in zijn geboorteland Somalië.

## Nederlandse kampioenschappen
| Onderdeel                 | Jaar                         |
| ------------------------- | ---------------------------- |
| veldlopen (lange afstand) | 2009                         |
| 5000 m                    | 2012                         |
| 10 km                     | 2012, 2014, 2015, 2017       |
| halve marathon            | 2016                         |
| marathon                  | 2015, 2017, 2019, 2023, 2024 |

## Persoonlijke records
Baan
| Onderdeel | Prestatie | Datum        | Plaats   |
| --------- | --------- | ------------ | -------- |
| 1500 m    | 3.42,19   | 27 juni 2009 | Uden     |
| 3000 m    | 7.57,07   | 4 juli 2009  | Oordegem |
| 5000 m    | 13.38,86  | 26 mei 2012  | Oordegem |
| 10.000 m  | 28.21,29  | 31 mei 2013  | Eugene   |

Weg
| Onderdeel      | Prestatie        | Datum            | Plaats              |
| -------------- | ---------------- | ---------------- | ------------------- |
| 10 km          | 28.08 (ex-NR)    | 7 april 2013     | Brunssum            |
| 15 km          | 43.25 (ex-NR)    | 3 september 2017 | Tilburg             |
| 10 Eng. mijl   | 46.26 (beste NP) | 3 september 2017 | Tilburg             |
| 20 km          | 58.51            | 3 maart 2013     | Alphen aan den Rijn |
| halve marathon | 1:00.21 (NR)     | 10 maart 2024    | Den Haag            |
| marathon       | 2:04.20 (NR)     | 17 april 2025    | Londen              |

Indoor
| Onderdeel | Prestatie | Datum            | Plaats    |
| --------- | --------- | ---------------- | --------- |
| 3000 m    | 8.20,50   | 15 februari 2009 | Apeldoorn |

## Palmares

### 1500 m
- 2009: 11e EK U23 te Kaunas - 3.53,04

### 3000 m
- 2009:  NK indoor - 8.20,50
- 2009:  Nijmegen Global Athletics - 8.08,04
- 2009: 5e Gouden Spike in Leiden - 7.59,28
- 2009:  Memorial Leon Buyle in Oordegem - 7.57,07

### 5000 m
- 2008:  Tartletos Loopgala in Wageningen - 14.20,46
- 2009:  Mini-Internationales in Koblenz - 13.58,78
- 2009:  EK landenteams in Bergen - 14.02,43
- 2009: 4e EK U23 in Kaunas - 14.03,87
- 2009:  NK - 14.11,83
- 2010: 8e EK landenteams in Boedapest - 14.28,41
- 2011: 19e EK U23 in Ostrava - 14.44,35
- 2012:  Velenje International Meeting - 13.58,11
- 2012:  NK - 14.25,83

### 10.000 m
- 2012: 13e EK - 29.05,12

### 5 km
- 2012:  Wijchen - 14.21

### 8 km
- 2009:  Acht van Apeldoorn - 24.58

### 10 km
- 2007:  Dalfsen - 33.19
- 2008: 9e NK in Schoorl - 30.23
- 2009: 8e NK in Tilburg - 29.50
- 2009: 15e Parelloop - 30.00
- 2010:  Heukelum - 29.33
- 2010: 8e Parelloop - 29.14
- 2011:  Parnassia Laan van Meerdervoortloop in Den Haag - 31.31
- 2011: 17e Parelloop - 29.14
- 2012:  Groet uit Schoorl Run - 28.55
- 2012: 17e Parelloop - 29.26
- 2012:  NK in Utrecht - 29.26
- 2013:  Groet Uit Schoorl Run - 29.14
- 2013: 4e Parelloop - 28.08 (NR)
- 2014: 12e Corrida van Houilles - 29.10
- 2014:  NK in Schoorl - 29.10
- 2015:  NK in Schoorl - 28.50
- 2015:  Morrisons Great North - 29.50
- 2017:  NK in Schoorl - 28.45

### 10 Eng. mijl
- 2012: 19e Dam tot Damloop - 48.54
- 2015: 8e Tilburg Ten Miles - 46.40
- 2016: 11e Dam tot Damloop - 48.30
- 2017: 6e Tilburg Ten Miles - 46.26
- 2022: 12e Dam tot Damloop - 47.47

### 15 km
- 2010: 15e Zevenheuvelenloop - 46.22
- 2011: 11e Zevenheuvelenloop - 45.42
- 2012: 12e Zevenheuvelenloop - 44.26,1
- 2014: 11e Zevenheuvelenloop - 43.57,1
- 2015: 6e Zevenheuvelenloop - 44.18
- 2016: 6e Zevenheuvelenloop - 43.45
- 2016: 4e Montferland Run - 43.58

### 20 km
- 2012: 6e 20 van Alphen - 1:01.26
- 2013:  20 van Alphen - 58.51
- 2014:  20 van Alphen - 1:00.18

### halve marathon
- 2012: 10e halve marathon van Egmond - 1:04.01
- 2013: 13e halve marathon van Egmond - 1:03.47
- 2014: 5e halve marathon van Egmond - 1:03.48
- 2015: 4e halve marathon van Egmond - 1:03.59
- 2015: 9e halve marathon van Rome - 1:02.38
- 2016: 4e halve marathon van Egmond - 1:09.02
- 2016:  NK in Den Haag - 1:02.08 (7e overall)
- 2016: 6e EK - 1:03.43
- 2017:  halve marathon van Egmond - 1:02.43
- 2018: 4e halve marathon van Egmond - 1:04.34
- 2019:  Great North Run - 59.55
- 2019:  Halve marathon van Marugame - 1:00.24
- 2024:  City-Pier-City Loop - 1:00.21 (NR)

### marathon
- 2014:  marathon van Enschede - 2:11.33
- 2015:  NK te Rotterdam - 2:12.33 (9e overall)
- 2015: 8e marathon van Amsterdam - 2:10.24
- 2016: 8e marathon van Boston - 2:18.05
- 2016: 11e OS - 2:13.01
- 2017: 9e marathon van Rotterdam - 2:09.34
- 2017:  NK te Amsterdam - 2:08.16 (NR) (8e overall)
- 2018: 7e marathon van Boston - 2:23.16
- 2018: DNF EK
- 2019: 4e marathon van Rotterdam - 2:06.17 (NR)
- 2019:  NK te Amsterdam - 2:07.39 (9e overall)
- 2020: 15e marathon van Valencia - 2:07.09
- 2021:  OS - 2:09.58
- 2021: 5e New York City Marathon - 2:11.39
- 2022:  marathon van Rotterdam - 2:04.56 (NR)
- 2022: DNF WK
- 2022:  New York City Marathon - 2:10.31
- 2023:  NK te van Rotterdam 2:05.32 (3e overall)
- 2023: DNF WK
- 2023: 4e New York City Marathon - 2:10.21
- 2024:  marathon van Rotterdam ( NK) - 2:04.45 (NR)
- 2024: DNF OS
- 2024:  New York City Marathon - 2:07.39
- 2025: 4e marathon van Londen - 2:04.20 (NR)

### veldlopen
- 2007:  Warandeloop U20 in Tilburg (6,2 km) - 20.13
- 2007: 24e EK U20 in Toro (6,7 km) – 24.49
- 2008:  Warandeloop U20 in Tilburg (6,2 km) - 19.48
- 2008: 12e EK U20 in Brussel (6,0 km) – 19.16
- 2009: 7e EK U23 in Dublin (8,0 km) - 25.40
- 2009:  NK in Gilze Rijen (10,2 km) - 32.02
- 2010: 33e EK U23 in Albufeira (8,17 km) - 25.12
- 2011:  NK in Hellendoorn (12,055 km) - 39.10
- 2011:  NK (Warandeloop = 10,0 km) - 31.03 (5e overall)
- 2011: 6e EK U23 - 23.54
- 2012:  NK (Warandeloop = 10,0 km) - 30.43 (5e overall)